# 爱姓
爱姓是中文姓氏之一，宋朝亦有人名為爱申。现代仍有此姓，分布较广。《百家姓》中排名第499位。

## 歷史起源
爱姓直到唐朝才出现，据《姓氏考略》记载，唐武宗时期，回鹘国发生内乱，由唐朝出兵平定，之后一些回鹘部落归顺唐朝，其中一个首领相爱邪勿由武宗赐姓爱，改汉名弘顺。此后爱弘顺率部下驻守太原一代并与汉人融合。

## 地理分布
目前，愛姓在海峽兩岸均有分佈.

## 郡望
爱姓望族出自西河郡，相当于今日陕西、山西之间，黄河沿岸一带。

## 流行文化
香港社福組織母親的抉擇於2009年製作了一系列有關提倡加強性教育的宣傳短片，其中一齣名為《我要姓愛》，但遭政府禁播。

## 延伸阅读
[在维基数据编辑]
 《百家姓》
 《欽定古今圖書集成·明倫彙編·氏族典·愛姓部》，出自陈梦雷《古今圖書集成》